# Sikke
Sikke, uitspr. [ˈsɪkə], is in redelijk algemeen voorkomende Friese jongensnaam. Deze naam heeft zich ontwikkeld uit in verkorte vorm of in vleivorm van Germaanse namen die beginnen met Sigi-, wat "overwinning" betekent. Sikke stamt af van dezelfde woordvorm als het Nederlandse zelfstandig naamwoord "zege" (ook Fries sege en Duits Sieg). De equivalente Nederlandstalige naamvorm is Sicco, die van oorsprong uit Groningen (en mogelijk Drenthe) stamt, en kan worden beschouwd als een vernederlandsing van de oudere Friese vorm.
Vanwege de sterke invloed van het Nederlands in Friesland zijn Friese mensen die Sikke heetten, buiten de provincie historisch vaak bekend geworden as 'Sicco'. Zo is het bijvoorbeeld gegaan met de diplomaat Sicco van Goslinga, die eigenlijk Sikke heette. Dit was geen geïsoleerde ontwikkeling, maar een algemeen gebruik, en hetzelfde gebeurde met dragers van andere typisch Friese namen. Zo kwam de kerkhervormer Minne Simens buiten Friesland bekend te staan as Menno Simons, een benaming die zo invloedrijk was dat hij nu zelfs in Friesland meestal zo wordt genoemd.
In het Westerlauwers Fries kunnen jongensnamen gewoonlijk worden aangepast tot meisjesnamen. In het geval van Sikke wordt dit bereikt door het laten vallen van de laatste, onbeklemtoonde lettergreep, om in de plaats daarvan een verkleiningssuffix toe te voegen (in dit geval -je), met als resultaat de meisjesnaam Sikje. Deze naam is echter zeer zeldzaam. Een wat meer gangbare, modernere meisjesnaam op basis van Sikke is Sikkelina.

## Mensen met de naam Sikke
- Sikke Douwes Sjaardema (1328-±1422), ook wel Sicco Sjaerdema, Fries edelman en leider van de Schieringers
- Sicco van Goslinga (1664-1731), eigenlijk Sikke van Goslinga, Fries edelman, diplomaat en politicus
- Sikke Sleeswijk (1841-1908), Fries jurist en rechter
- Sikke Sibes Koldijk (1861-1927), Fries architect en dichter
- Sikke Bruinsma (1889-1963), Fries sportschutter
- Sikke Smeding (1889-1967), Fries landbouwkundig ingenieur
- Sikke Venema (1937-1999), Fries voetballer
- Sikke Doele (1942-2002), Fries schrijver en dichter
- Zico Buurmeester (2002) Nederlandse voetballer